# Ott Tänak
Ott Tänak (Kärla, 15 ottobre 1987) è un pilota di rally estone, laureatosi Campione del mondo nel 2019. Nel 2024 gareggia con la scuderia Hyundai Motorsport.

## Carriera
Ha vinto nel 2008 il campionato nazionale estone, correndo nel team MM-Motorsport di Markko Märtin. Nel frattempo ha debuttato nel campionato del mondo rally classificandosi 20º assoluto nel Rally del Portogallo del 2009.
Nel 2009, oltre a gareggiare nel campionato estone, prese parte al Pirelli European Star Driver Shootout, vincendo il trofeo e ottenendo la possibilità di correre in alcune tappe del mondiale 2010 con una Mitsubishi Lancer Evo X. Nel contesto della categoria PWRC ha conseguito due vittorie di classe in Finlandia e in Gran Bretagna e un secondo posto in Francia, chiudendo quarto nella relativa classifica finale.

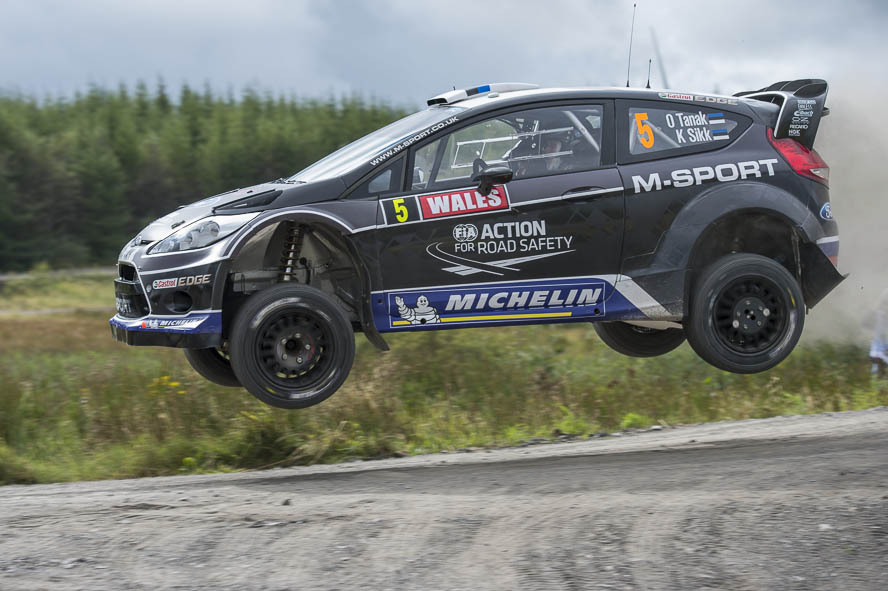
Tanak al Rally del Galles 2012 a bordo di una Fiesta RS WRC

Nel 2011 ha iniziato a guidare una Ford Fiesta S2000, preparata dal team di Markko Märtin. Nel rally del Messico ha ottenuto il primo punto iridato, mentre per quanto riguarda la categoria S2000 (SWRC) ha terminato al terzo posto in Messico e in Finlandia e ha vinto i rally di Sardegna, Germania e Francia, giungendo secondo nella classifica del campionato alle spalle di Juho Hänninen. In occasione dell'ultimo rally stagionale, in Gran Bretagna, ha guidato una Ford Fiesta RS WRC per il team M-Sport.
Per il 2012 è stato confermato alla guida della Fiesta RS WRC del team M-Sport per l'intera stagione, ottenendo in Svezia la sua prima vittoria in una prova speciale, la numero 14, e in Sardegna il suo primo podio. Ha terminato l'annata in ottava posizione nella classifica piloti.
Ottiene la sua prima vittoria nel Rally di Sardegna 2017.
Nel 2019 vince il titolo mondiale, divenendo così il primo pilota estone a laurearsi campione del mondo e riportando la propria nazione sul podio finale di stagione a distanza di 15 anni, quando fu Markko Märtin nel 2004 a chiudere l'annata iridata al terzo posto. La conquista matematica dell'alloro iridato avvenne al termine del Rally di Catalogna, penultima gara della stagione. 
Nel 2020 gareggia con la scuderia Hyundai Motorsport. Conclude il mondiale al terzo posto risultando il miglior pilota Hyundai, che si aggiudica il titolo costruttori per il secondo anno di fila. Ottiene l'unico successo stagionale nel rally di casa, il rally d'Estonia. 
L'anno successivo conferma la sua permanenza in Hyundai, vincendo un unico rally, l'Artic Rally 2021. Rimane con la casa coreana anche per il 2022, vincendo in Sardegna, in Finlandia e in Belgio. Chiude la stagione al secondo posto dietro a Kalle Rovanperä.
A fine 2022 annuncia la sua separazione con l'Hyundai e ritorna con il team M-Sport.
Nel secondo appuntamento della stagione 2023, dopo essersi piazzato al quinto posto nel Rally di Montecarlo, vince il Rally di Svezia, riportando la M-Sport e la Puma alla vittoria dopo oltre un anno di digiuno; si porta inoltre in testa al mondiale, nel finale di stagione vincerà anche in Cile.
Nel 2024 si contende la vittoria del titolo mondiale vincendo prima in Sardegna, eguagliando il record di minor distacco tra il primo e secondo classificato (0,2 secondi), e poi in Europa Centrale; nella gara decisiva in Giappone però va fuori strada perdendo la speranza al titolo e chiudendo terzo nella classifica finale.

## Palmarès
- Campionato del mondo rally (2019);
- Campionato Estone Rally (2008);
- Coppa Rally Estone (2008).

### Vittorie nel mondiale rally

#### WRC
| Nº | Anno | Rally                         | Copilota        | Vettura                     | Squadra                  |
| -- | ---- | ----------------------------- | --------------- | --------------------------- | ------------------------ |
| 1  | 2017 | 14º Rally di Sardegna         | Martin Järveoja | Ford Fiesta WRC             | M-Sport World Rally Team |
| 2  | 2017 | 35º Rally di Germania         | Martin Järveoja | Ford Fiesta WRC             | M-Sport World Rally Team |
| 3  | 2018 | 38º Rally d'Argentina         | Martin Järveoja | Toyota Yaris WRC            | Toyota Gazoo Racing WRT  |
| 4  | 2018 | 68º Rally di Finlandia        | Martin Järveoja | Toyota Yaris WRC            | Toyota Gazoo Racing WRT  |
| 5  | 2018 | 36º Rally di Germania         | Martin Järveoja | Toyota Yaris WRC            | Toyota Gazoo Racing WRT  |
| 6  | 2018 | 11º Rally di Turchia          | Martin Järveoja | Toyota Yaris WRC            | Toyota Gazoo Racing WRT  |
| 7  | 2019 | 67º Rally di Svezia           | Martin Järveoja | Toyota Yaris WRC            | Toyota Gazoo Racing WRT  |
| 8  | 2019 | 1º Rally del Cile             | Martin Järveoja | Toyota Yaris WRC            | Toyota Gazoo Racing WRT  |
| 9  | 2019 | 53º Rally del Portogallo      | Martin Järveoja | Toyota Yaris WRC            | Toyota Gazoo Racing WRT  |
| 10 | 2019 | 69º Rally di Finlandia        | Martin Järveoja | Toyota Yaris WRC            | Toyota Gazoo Racing WRT  |
| 11 | 2019 | 37º Rally di Germania         | Martin Järveoja | Toyota Yaris WRC            | Toyota Gazoo Racing WRT  |
| 12 | 2019 | 75º Rally di Gran Bretagna    | Martin Järveoja | Toyota Yaris WRC            | Toyota Gazoo Racing WRT  |
| 13 | 2020 | 10º Rally d'Estonia           | Martin Järveoja | Hyundai i20 Coupe WRC       | Hyundai Shell Mobis WRT  |
| 14 | 2021 | 1° Rally Artico               | Martin Järveoja | Hyundai i20 Coupe WRC       | Hyundai Shell Mobis WRT  |
| 15 | 2022 | 19º Rally di Sardegna         | Martin Järveoja | Hyundai i20 N Rally1 Hybrid | Hyundai Shell Mobis WRT  |
| 16 | 2022 | 71º Rally di Finlandia        | Martin Järveoja | Hyundai i20 N Rally1 Hybrid | Hyundai Shell Mobis WRT  |
| 17 | 2022 | 57º Rally di Ypres            | Martin Järveoja | Hyundai i20 N Rally1 Hybrid | Hyundai Shell Mobis WRT  |
| 18 | 2023 | 70º Rally di Svezia           | Martin Järveoja | Ford Puma Rally1 Hybrid     | M-Sport Ford WRT         |
| 19 | 2023 | 2° Rally del Cile             | Martin Järveoja | Ford Puma Rally1 Hybrid     | M-Sport Ford WRT         |
| 20 | 2024 | 21º Rally di Sardegna         | Martin Järveoja | Hyundai i20 N Rally1 Hybrid | Hyundai Shell Mobis WRT  |
| 21 | 2024 | 2º Rally dell'Europa Centrale | Martin Järveoja | Hyundai i20 N Rally1 Hybrid | Hyundai Shell Mobis WRT  |
| 22 | 2025 | 69° EKO Acropolis Rally       | Martin Järveoja | Hyundai i20 N Rally1        | Hyundai Shell Mobis WRT  |

#### S-WRC/WRC-2
| Nº | Anno | Rally                 | Copilota     | Vettura           | Squadra     |
| -- | ---- | --------------------- | ------------ | ----------------- | ----------- |
| 1  | 2011 | 8º Rally di Sardegna  | Kuldar Sikk  | Ford Fiesta S2000 | -           |
| 2  | 2011 | 29º Rally di Germania | Kuldar Sikk  | Ford Fiesta S2000 | -           |
| 3  | 2011 | 2º Rally d'Alsazia    | Kuldar Sikk  | Ford Fiesta S2000 | -           |
| 4  | 2014 | 71º Rally di Polonia  | Raigo Mõlder | Ford Fiesta R5    | Drive DMACK |

#### PWRC
| Nº | Anno | Rally                      | Copilota    | Vettura                 | Squadra             |
| -- | ---- | -------------------------- | ----------- | ----------------------- | ------------------- |
| 1  | 2010 | 60º Rally di Finlandia     | Kuldar Sikk | Mitsubishi Lancer Evo X | Pirelli Star Driver |
| 2  | 2010 | 66º Rally di Gran Bretagna | Kuldar Sikk | Mitsubishi Lancer Evo X | Pirelli Star Driver |

### Altri Rally
| Nº | Anno | Campionato               | Rally                            | Copilota        | Vettura                 |
| -- | ---- | ------------------------ | -------------------------------- | --------------- | ----------------------- |
| 1  | 2008 | Campionato estone        | Paide Ralli                      | Raigo Mõlder    | Subaru Impreza STi N14  |
| 2  | 2008 | Campionato estone        | Saaremaa Rally                   | Raigo Mõlder    | Subaru Impreza STi N14  |
| 3  | 2009 | Campionato estone        | Antsla ralli                     | Raigo Mõlder    | Subaru Impreza STi N14  |
| 4  | 2009 | Campionato estone        | Lõuna-Eesti Ralli                | Raigo Mõlder    | Subaru Impreza STi N14  |
| 5  | 2010 | Campionato estone        | Võrumaa Talveralli               | Kuldar Sikk     | Subaru Impreza STi N14  |
| 6  | 2011 | Campionato estone        | Saaremaa Rally                   | Kuldar Sikk     | Ford Focus RS WRC '03   |
| 7  | 2013 | Campionato lettone       | Rally Talsi - Rally of Champions | Martin Järveoja | Subaru Impreza STi N12  |
| 8  | 2014 | Campionato europeo rally | Rally d'Estonia                  | Raigo Mõlder    | Ford Fiesta R5          |
| 9  | 2017 | Campionato estone        | Silveston Saaremaa Rally         | Georg Gross     | Ford Fiesta RS WRC      |
| 10 | 2018 | Trofeo Baltico           | Rally d'Estonia                  | Martin Järveoja | Toyota Yaris WRC        |
| 11 | 2019 | Trofeo Baltico           | Rally d'Estonia                  | Martin Järveoja | Toyota Yaris WRC        |
| 12 | 2020 | Campionato estone        | Grossi Toidukaubad Viru Rally    | Martin Järveoja | Hyundai i20 Coupe WRC   |
| 13 | 2020 | Campionato estone        | RedGrey Lõuna-Eesti Ralli        | Martin Järveoja | Hyundai i20 Coupe WRC   |
| 14 | 2020 | -                        | Kehala Ralli                     | Martin Järveoja | Hyundai i20 Coupe WRC   |
| 15 | 2021 | Campionato estone        | Otepää Talveralli                | Martin Järveoja | Hyundai i20 Coupe WRC   |
| 16 | 2023 | Campionato estone        | Otepää Talveralli                | Martin Järveoja | Ford Puma Rally1 Hybrid |
| 17 | 2023 | -                        | Lõuna-Eesti Ralli                | Martin Järveoja | Ford Puma Rally1 Hybrid |
| 18 | 2023 | Campionato estone        | Saaremaa Rally                   | Robert Virves   | Ford Fiesta Rally2      |
| 19 | 2023 | Alpe Adria Cup           | Herbst Rallye                    | Martin Järveoja | Ford Puma Rally1 Hybrid |
| 20 | 2025 | Campionato estone        | Lõuna-Eesti Ralli                | Martin Järveoja | Hyundai i20 N Rally1    |

## Risultati

### WRC
| 2009 | Scuderia | Vettura                |  |  |  |    |  |  |  |  |     |  |  |  |  |  |  |  | Punti | Pos. |
| ---- | -------- | ---------------------- |  |  |  | -- |  |  |  |  | --- |  |  |  |  |  |  |  | ----- | ---- |
| 2009 |          | Subaru Impreza WRX STi |  |  |  | 20 |  |  |  |  | Rit |  |  |  |  |  |  |  | 0     |      |

| 2010 | Scuderia            | Vettura                                        |     |  |  |     |  |     |  |    |    |  |    |  |    |  |  |  | Punti | Pos. |
| ---- | ------------------- | ---------------------------------------------- | --- |  |  | --- |  | --- |  | -- | -- |  | -- |  | -- |  |  |  | ----- | ---- |
| 2010 | Pirelli Star Driver | Subaru Impreza WRX STi Mitsubishi Lancer Evo X | Rit |  |  | Rit |  | Rit |  | 18 | 31 |  | 19 |  | 17 |  |  |  | 0     |      |

| 2011 | Scuderia              | Vettura                              |  |    |  |  |   |  |     |    |    |  |    |    |   |  |  |  | Punti | Pos. |
| ---- | --------------------- | ------------------------------------ |  | -- |  |  | - |  | --- | -- | -- |  | -- | -- | - |  |  |  | ----- | ---- |
| 2011 | MM Motorsport M-Sport | Ford Fiesta S2000 Ford Fiesta RS WRC |  | 10 |  |  | 7 |  | Rit | 13 | 12 |  | 11 | 27 | 6 |  |  |  | 15    | 15º  |

| 2012 | Scuderia | Vettura            |   |     |   |     |    |   |     |   |     |     |    |   |     |  |  |  | Punti | Pos. |
| ---- | -------- | ------------------ | - | --- | - | --- | -- | - | --- | - | --- | --- | -- | - | --- |  |  |  | ----- | ---- |
| 2012 | M-Sport  | Ford Fiesta RS WRC | 8 | Rit | 5 | 143 | 10 | 9 | Rit | 6 | Rit | Rit | 61 | 3 | Rit |  |  |  | 52    | 8º   |

| 2014 | Scuderia      | Vettura                           |  |   |    |     |    |    |    |    |    |     |  |  |   |  |  |  | Punti | Pos. |
| ---- | ------------- | --------------------------------- |  | - | -- | --- | -- | -- | -- | -- | -- | --- |  |  | - |  |  |  | ----- | ---- |
| 2014 | M-Sport DMACK | Ford Fiesta RS WRC Ford Fiesta R5 |  | 5 | 15 | Rit | 17 | 21 | 11 | 12 | 10 | Rit |  |  | 7 |  |  |  | 17    | 15º  |

| 2015 | Scuderia | Vettura            |    |   |    |    |   |    |    |   |   |   |    |    |     |  |  |  | Punti | Pos. |
| ---- | -------- | ------------------ | -- | - | -- | -- | - | -- | -- | - | - | - | -- | -- | --- |  |  |  | ----- | ---- |
| 2015 | M-Sport  | Ford Fiesta RS WRC | 18 | 4 | 23 | 10 | 5 | 14 | 32 | 5 | 8 | 6 | 10 | 41 | Rit |  |  |  | 63    | 10º  |

| 2016 | Scuderia | Vettura            |   |   |   |    |     |   |   |     |    |   |    |   |    |   |  |  | Punti | Pos. |
| ---- | -------- | ------------------ | - | - | - | -- | --- | - | - | --- | -- | - | -- | - | -- | - |  |  | ----- | ---- |
| 2016 | DMACK    | Ford Fiesta RS WRC | 7 | 5 | 6 | 15 | Rit | 5 | 2 | Rit | 23 | C | 10 | 6 | 21 | 7 |  |  | 88    | 8º   |

| 2017 | Scuderia | Vettura         |   |   |    |    |   |    |   |     |    |   |    |   |   |  |  |  | Punti | Pos. |
| ---- | -------- | --------------- | - | - | -- | -- | - | -- | - | --- | -- | - | -- | - | - |  |  |  | ----- | ---- |
| 2017 | M-Sport  | Ford Fiesta WRC | 3 | 2 | 43 | 11 | 3 | 41 | 1 | Rit | 71 | 1 | 34 | 6 | 2 |  |  |  | 191   | 3º   |

| 2018 | Scuderia                | Vettura          |   |    |     |    |    |     |    |   |    |    |     |    |     |  |  |  | Punti | Pos. |
| ---- | ----------------------- | ---------------- | - | -- | --- | -- | -- | --- | -- | - | -- | -- | --- | -- | --- |  |  |  | ----- | ---- |
| 2018 | Toyota Gazoo Racing WRT | Toyota Yaris WRC | 2 | 95 | 141 | 25 | 14 | Rit | 93 | 1 | 12 | 13 | 192 | 61 | Rit |  |  |  | 181   | 3º   |

| 2019 | Scuderia                | Vettura          |    |   |   |    |    |   |    |   |   |   |     |   |    |  |  |  | Punti | Pos. |
| ---- | ----------------------- | ---------------- | -- | - | - | -- | -- | - | -- | - | - | - | --- | - | -- |  |  |  | ----- | ---- |
| 2019 | Toyota Gazoo Racing WRT | Toyota Yaris WRC | 34 | 1 | 2 | 62 | 85 | 1 | 13 | 5 | 1 | 1 | 161 | 1 | 21 |  |  |  | 263   | 1º   |

| 2020 | Scuderia           | Vettura               |     |    |   |    |     |    |   |  |  |  |  |  |  |  |  |  | Punti | Pos. |
| ---- | ------------------ | --------------------- | --- | -- | - | -- | --- | -- | - |  |  |  |  |  |  |  |  |  | ----- | ---- |
| 2020 | Hyundai Motorsport | Hyundai i20 Coupe WRC | Rit | 24 | 2 | 13 | 172 | 61 | 2 |  |  |  |  |  |  |  |  |  | 105   | 3º   |

| 2021 | Scuderia           | Vettura               |     |    |    |     |     |    |     |    |    |   |     |  |  |  |  |  | Punti | Pos. |
| ---- | ------------------ | --------------------- | --- | -- | -- | --- | --- | -- | --- | -- | -- | - | --- |  |  |  |  |  | ----- | ---- |
| 2021 | Hyundai Motorsport | Hyundai i20 Coupe WRC | Rit | 14 | 45 | 211 | 242 | 31 | 311 | 61 | 25 | 2 | Rit |  |  |  |  |  | 128   | 5º   |

| 2022 | Scuderia           | Vettura                     |     |    |   |    |   |     |   |    |    |    |    |   |   |  |  |  | Punti | Pos. |
| ---- | ------------------ | --------------------------- | --- | -- | - | -- | - | --- | - | -- | -- | -- | -- | - | - |  |  |  | ----- | ---- |
| 2022 | Hyundai Motorsport | Hyundai i20 N Rally1 Hybrid | Rit | 20 | 2 | 64 | 1 | Rit | 3 | 14 | 14 | 21 | 32 | 4 | 2 |  |  |  | 205   | 2º   |

| 2023 | Scuderia         | Vettura                 |    |    |    |   |    |     |    |    |     |    |    |    |    |  |  |  | Punti | Pos. |
| ---- | ---------------- | ----------------------- | -- | -- | -- | - | -- | --- | -- | -- | --- | -- | -- | -- | -- |  |  |  | ----- | ---- |
| 2023 | M-Sport Ford WRT | Ford Puma Rally1 Hybrid | 52 | 14 | 92 | 2 | 42 | 352 | 61 | 84 | Rit | 43 | 14 | 35 | 62 |  |  |  | 174   | 4º   |

| 2024 | Scuderia                | Vettura                     |    |     |    |    |   |    |     |    |     |    |   |   |     |  |  |  | Punti | Pos. |
| ---- | ----------------------- | --------------------------- | -- | --- | -- | -- | - | -- | --- | -- | --- | -- | - | - | --- |  |  |  | ----- | ---- |
| 2024 | Hyundai Shell Mobis WRT | Hyundai i20 N Rally1 Hybrid | 45 | 414 | 82 | 42 | 2 | 12 | 392 | 31 | Rit | 32 | 3 | 1 | Rit |  |  |  | 200   | 3º   |

| 2025 | Scuderia                | Vettura              |   |   |    |   |    |    |    |   |    |  |  |  |  |  |  |  | Punti | Pos. |
| ---- | ----------------------- | -------------------- | - | - | -- | - | -- | -- | -- | - | -- |  |  |  |  |  |  |  | ----- | ---- |
| 2025 | Hyundai Shell Mobis WRT | Hyundai i20 N Rally1 | 5 | 4 | 23 | 6 | 21 | 23 | 15 | 2 | 10 |  |  |  |  |  |  |  | 163   |      |

| Legenda | 1º posto | 2º posto | 3º posto | A punti | Senza punti | Ritirato | Squalificato | NP=Non partito C=Gara cancellata | Apice=Power stage |

### WRC-2
| 2014 | Scuderia    | Vettura        |  |  |   |  |   |   |   |   |   |     |  |  |  |  |  |  | Punti | Pos. |
| ---- | ----------- | -------------- |  |  | - |  | - | - | - | - | - | --- |  |  |  |  |  |  | ----- | ---- |
| 2014 | Drive DMACK | Ford Fiesta R5 |  |  | 4 |  | 8 | 8 | 1 | 3 | 2 | Rit |  |  |  |  |  |  | 78    | 6º   |

| Legenda | 1º posto | 2º posto | 3º posto | A punti | Senza punti | Ritirato | Squalificato | NP=Non partito C=Gara cancellata | Apice=Power stage |

### S-WRC
| 2011 | Scuderia      | Vettura           |  |   |  |  |   |  |     |   |   |  |   |   |  |  |  |  | Punti | Pos. |
| ---- | ------------- | ----------------- |  | - |  |  | - |  | --- | - | - |  | - | - |  |  |  |  | ----- | ---- |
| 2011 | MM Motorsport | Ford Fiesta S2000 |  | 3 |  |  | 1 |  | Rit | 3 | 1 |  | 1 | 6 |  |  |  |  | 113   | 2º   |

| Legenda | 1º posto | 2º posto | 3º posto | A punti | Senza punti | Ritirato | Squalificato | NP=Non partito C=Gara cancellata | Apice=Power stage |

### PWRC
| 2010 | Scuderia            | Vettura                 |  |  |  |  |  |  |  |   |   |  |   |  |   |  |  |  | Punti | Pos. |
| ---- | ------------------- | ----------------------- |  |  |  |  |  |  |  | - | - |  | - |  | - |  |  |  | ----- | ---- |
| 2010 | Pirelli Star Driver | Mitsubishi Lancer Evo X |  |  |  |  |  |  |  | 1 | 5 |  | 2 |  | 1 |  |  |  | 78    | 4º   |

| Legenda | 1º posto | 2º posto | 3º posto | A punti | Senza punti | Ritirato | Squalificato | NP=Non partito C=Gara cancellata | Apice=Power stage |